# Čestínský potok
Čestínský potok nazývaný též Čestínka je pravostranný přítok řeky Sázavy v okrese Kutná Hora ve Středočeském kraji. Délka jeho toku činí 11,5 km. Plocha povodí měří 30,2 km².

## Průběh toku
Potok pramení v lesích jižně od Kamenné Lhoty v nadmořské výšce okolo 545 m. Na horním a středním toku směřuje převážně na jihozápad. Protéká vsí Morány a Čestínem, kde napájí několik místních rybníků. U Čestína přibírá zprava Milotický potok pramenící u Milotic. Pod Čestínem vtéká do lesnatého hlubšího údolí, ve kterém přijímá zprava Čentický potok a níže po proudu zleva Krasoňovický potok. Na dolním toku se Čestínský potok stáčí více na západ, protéká Račíněvsí a Kácovem, kde se vlévá zprava do řeky Sázavy na jejím 88,6 říčním kilometru v nadmořské výšce okolo 315 m.

### Větší přítoky
- Milotický potok je pravostranný přítok Čestínského potoka na 8,8 říčním kilometru,[1] který pramení severně od Milotic v nadmořské výšce okolo 510 m. Teče převážně jižním směrem k Čestínu. Délka jeho toku činí 1,3 km.[1]
- Čentický potok je pravostranný přítok Čestínského potoka na 6,2 říčním kilometru,[1] který pramení u Čentic v nadmořské výšce okolo 490 m. Teče převážně jižním směrem, napájí několik rybníků. Délka jeho toku činí 2,4 km.[1]
- Krasoňovický potok (hčp 1-09-03-011) je levostranný a celkově největší přítok Čestínského potoka, který jej posiluje na 3,9 říčním kilometru.[1] Potok vytéká z rybníka severně od Krasoňovic v nadmořské výšce okolo 510 m. Jeho horní tok směřuje převážně na jihozápad, na středním a dolním toku teče na západ. Největším přítokem Krasoňovického potoka je Čenovický potok. Délka Krasoňovického potoka činí 7,3 km.[1] Plocha povodí měří 12,0 km².[3]
  - Čenovický potok je pravostranný přítok Krasoňovického potoka na 1,9 říčním kilometru,[4] který pramení severovýchodně od Čenovic v nadmořské výšce okolo 495 m. Po celé své délce proudí jihozápadním směrem, protéká Čenovicemi. Délka toku činí 3,2 km.[4]

## Vodní režim

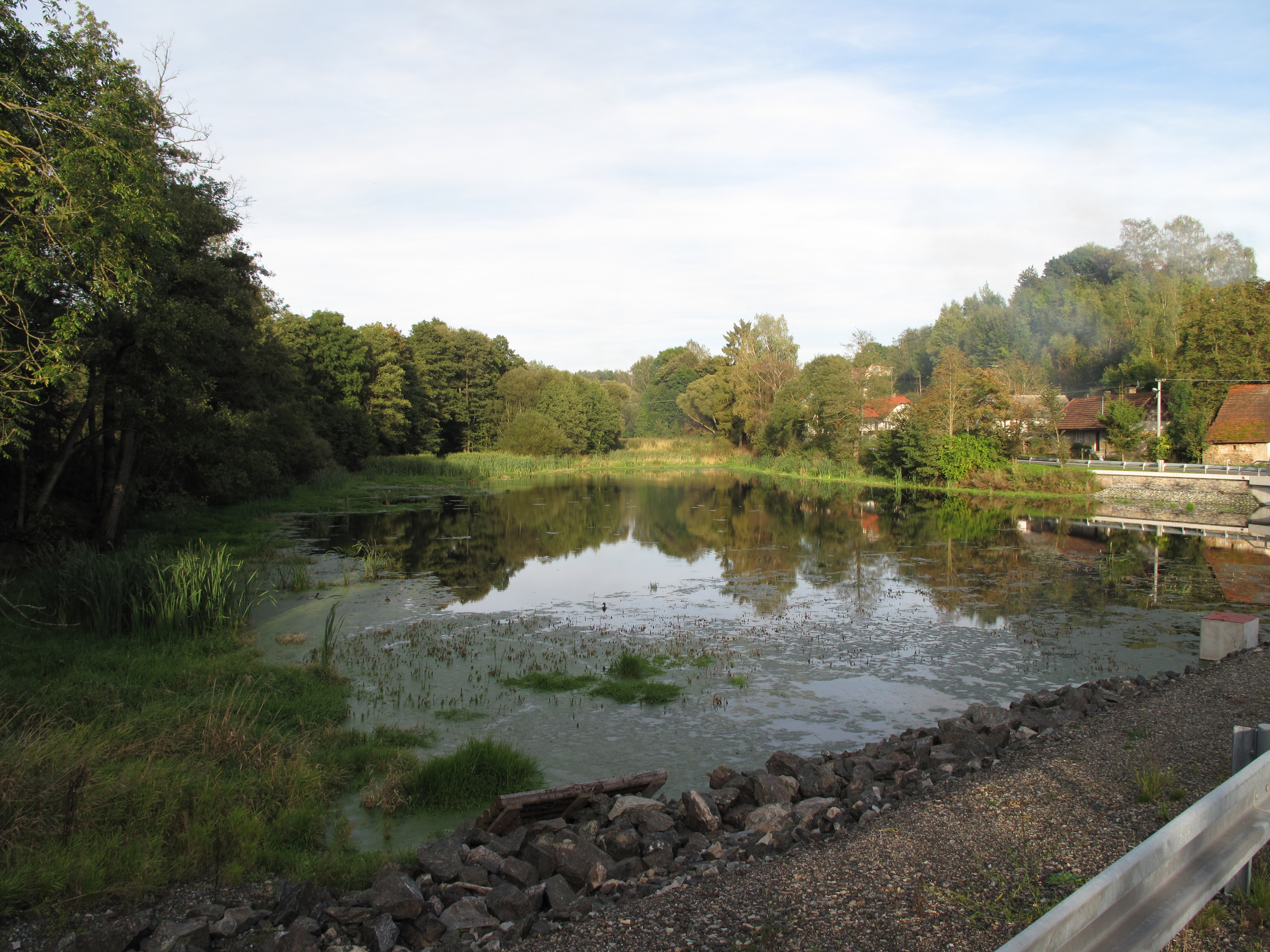
Rybník v Čestíně

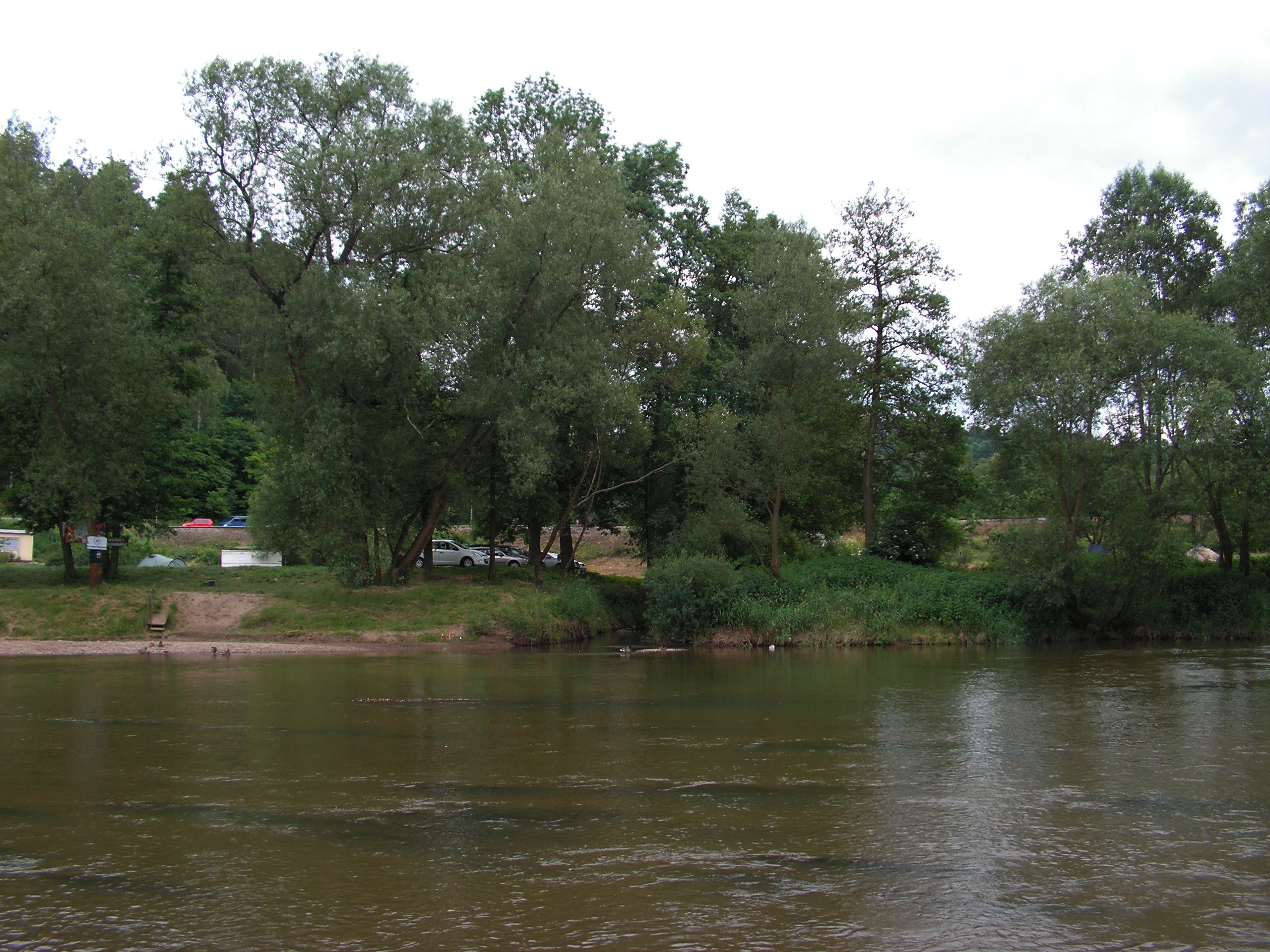
Ústí potoka do Sázavy

Průměrný průtok Čestínského potoka u ústí činí 0,13 m³/s.
M-denní průtoky u ústí:
| M [dní]  | Q30  | Q60  | Q90  | Q120 | Q150 | Q180 | Q210 | Q240 | Q270 | Q300 | Q330 | Q355 | Q364 |
| -------- | ---- | ---- | ---- | ---- | ---- | ---- | ---- | ---- | ---- | ---- | ---- | ---- | ---- |
| Q [m³/s] | 0,30 | 0,21 | 0,16 | 0,13 | 0,10 | 0,09 | 0,07 | 0,06 | 0,05 | 0,04 | 0,03 | 0,02 | 0,01 |

## Zajímavosti

### Vodopád u Koutského mlýna
Pod soutokem s Krasoňovickým potokem u Koutského mlýna se na Čestínském potoce nachází malý vodopád.